# Шпальтегольц, Вернер
Вернер Шпальтегольц (нем. Werner Spalteholz, 21 февраля 1862, Дрезден — 12 января 1940, Лейпциг) — немецкий анатом. Известен созданием метода приготовления прозрачных анатомических препаратов.

## Биография
Родился в семье купца Карла Юлиуса Шпальтегольца. В 1873—1880 гг. учился в дрезденской гимназии Святого Креста. В 1880—1885 гг. учился в Лейпцигском университете, в 1886 г., работая ассистентом, защитил докторскую диссертацию на тему об анастомозах коронарных артерий сердца у человека. В 1891 году стал приват-доцентом Лейпцигского университета, с 1892 года занимал должности второго прозектора и экстраординарного профессора. В 1893 году Шпальтегольц женился на Эмме Фёклер. С 1905 по 1929 годы он был первым прозектором и хранителем анатомического музея, с 1921 года работал ординарным профессором и директором университетского анатомического института. В 1929 году он ушёл в отставку.
Во время Первой мировой войны ученый был главным врачом, а позднее директором военного госпиталя в Цвиккау.
Шпальтегольц работал над созданием методов приготовления макроскопических анатомических препаратов, разработал способ получения прозрачных препаратов, сотрудничал с Немецким музеем гигиены в Дрездене. Многие из созданных им макропрепаратов экспонировались на первой международной гигиенической выставке в Дрездене в 1911 году. Его основная работа, атлас нормальной анатомии человека (Handatlas der Anatomie des Menschen), была опубликована в трех томах в Лейпциге в 1895—1903 гг., впоследствии была переведена на многие языки (в том числе и на русский) и неоднократно переиздавалась.
Наследие ученого хранилось в Центральном государственном архиве в Дрездене. Многие анатомические препараты Шпальтегольца погибли при бомбардировках города во время Второй мировой войны. Кроме того, были уничтожены или утеряны оригиналы иллюстраций из атласа.

## Прозрачные препараты
Разработанный Шпальтегольцем метод приготовления прозрачных макропрепаратов основан на законах оптики, согласно которым непрозрачное в обычных условиях тело становится максимально прозрачным, если оно окружено и пропитано веществом, имеющим одинаковый с ним показатель преломления света. Шпальтегольц определил показатели преломления отдельных тканей и так называемый средний индекс целых органов и организмов, сообразно с которыми подобрал жидкости — сложные эфиры — с близкими коэффициентами преломления: метилсалицилат, бензилбензоат, сафрол и изосафрол. Смешивая в определённых пропорциях жидкости с более высокими и более низкими показателями, получают жидкость с показателем преломления, равным таковому для каждой ткани или органа.
Алгоритм приготовления:
- подготовка препарата (инъекция кровеносных сосудов, окраска кости, хряща, окраска нервов);
- фиксация в 5-10 % формалине;
- обесцвечивание (если ранее не была произведена искусственная окраска) в 3—5 % перекиси водорода с добавлением 0.5—1 % формалина;
- отмывка в проточной воде;
- обезвоживание в спиртах восходящей концентрации (50—100 %);
- пропитывание бензолом;
- помещение в жидкость готового состава.

## Основные научные работы
- Die Vertheilung der Blutgefäße im Muskel. Aus dem Physiologischen Institute zu Leipzig (1888)
- Das Bindegewebsgerüst der Dünndarmschleimhaut des Hundes. Arch. f. Anat. u. Entwcklngsgesch. Suppl.-Bd., 373—402, 1 pl. (1897)
- Mikroskopie und Mikrochemie. Betrachtungen über die Grundlagen der mikroskopischen Untersuchungsmethoden. Leipzig, 1904
- Über das Durchsichtigmachen von tierischen und menschlichen Präparaten und seine theoretische Bedingungen, Leipzig, 1911.
- Die Vertheilung der Blutgefäße in der Haut, Leipzig, 1893.
- Handatlas der Anatomie des Menschen, 3 Bde., Leipzig, 1895—1903.
- Über die Beziehungen zwischen Bindegewebsfasern und -zellen. Anatomischer Anzeiger 29, ss. 209—218 (1906).